# Apoteker
En apoteker er betegnelsen for indehaveren af et apotek.

## Apotekssystemet i Danmark
Apotekssystemet i Danmark er bygget op således, at det er Sundhedsministeriet, der bestemmer, hvor mange apoteker der skal være i Danmark, samt hvor de skal ligge.
Når en apotekerbevilling bliver opslået ledig, kan man ansøge om tilladelse til at købe og drive det pågældende apotek. Alle indkomne ansøgninger modtages og behandles af et tremandsudvalg, der repræsenteres af Farmakonomforeningen, Danmarks Apotekerforening og Pharmadanmark. Dette kaldes en apoteksstruktursag, hvor tremandsudvalget vælger de tre kandidater, som de finder mest egnede, hvorefter de anbefaler disse tre til sundhedsministeren, som derefter udnævner den person, der skal tildeles bevilling til at drive apoteket.
Apotekeren bliver selvstændig erhvervsdrivende og er selv økonomisk ansvarlig for hele driften af apoteket – men skal overholde en lang række regler og love på området vedrørende apoteksdrift, som er beskrevet i blandt andet apotekerloven. Apotekeren har ikke selv mulighed for at bestemme medicinpriserne, idet de reguleres centralt hver 14. dag fra Lægemiddelstyrelsen. Ligeledes råder apotekeren heller ikke selv over sin egen indtjening, idet der findes et såkaldt apoteksudligningssystem, der betyder, at de apoteker, der tjener mest, skal betale til de apoteker, der tjener mindst.
Apotekerbevillingen tildeles på "livstid": Apotekeren indgår en kontrakt med Sundhedsministeriet, hvor den pågældende apoteker forpligter sig til at drive apoteket til sit fyldte 70. år. I særlige tilfælde kan kontrakten dog ophæves og apotekerbevillingen annulleres.
Apotekere er underlagt Sundhedsvæsenets Patientklagenævn og samlet i Danmarks Apotekerforening.

## Eksterne kilder og henvisninger
- Bekendtgørelse af lov om apoteksvirksomhed fra 1995